# Adams (Massachusetts)
Adams és una població dels Estats Units a l'estat de Massachusetts. Segons el cens del 2000 tenia 8.809 habitants.

## Demografia
Segons el cens del 2000, Adams tenia 8.809 habitants, 3.992 habitatges, i 2.431 famílies. La densitat de població era de 148,3 habitants per km².
Dels 3.992 habitatges en un 26,9% hi vivien nens de menys de 18 anys, en un 45% hi vivien parelles casades, en un 11,9% dones solteres, i en un 39,1% no eren unitats familiars. En el 34,8% dels habitatges hi vivien persones soles el 17,7% de les quals corresponia a persones de 65 anys o més que vivien soles. El nombre mitjà de persones vivint en cada habitatge era de 2,2 i el nombre mitjà de persones que vivien en cada família era de 2,81.
Per edats la població es repartia de la següent manera: un 22,4% tenia menys de 18 anys, un 6,6% entre 18 i 24, un 26,9% entre 25 i 44, un 23,6% de 45 a 60 i un 20,4% 65 anys o més.
L'edat mediana era de 41 anys. Per cada 100 dones de 18 o més anys hi havia 85 homes.
La renda mediana per habitatge era de 32.161 $ i la renda mediana per família de 40.559$. Els homes tenien una renda mediana de 34.110 $ mentre que les dones 23.556$. La renda per capita de la població era de 18.572$. Entorn del 7% de les famílies i el 10,3% de la població estaven per davall del llindar de pobresa.